# Norberto Fontana

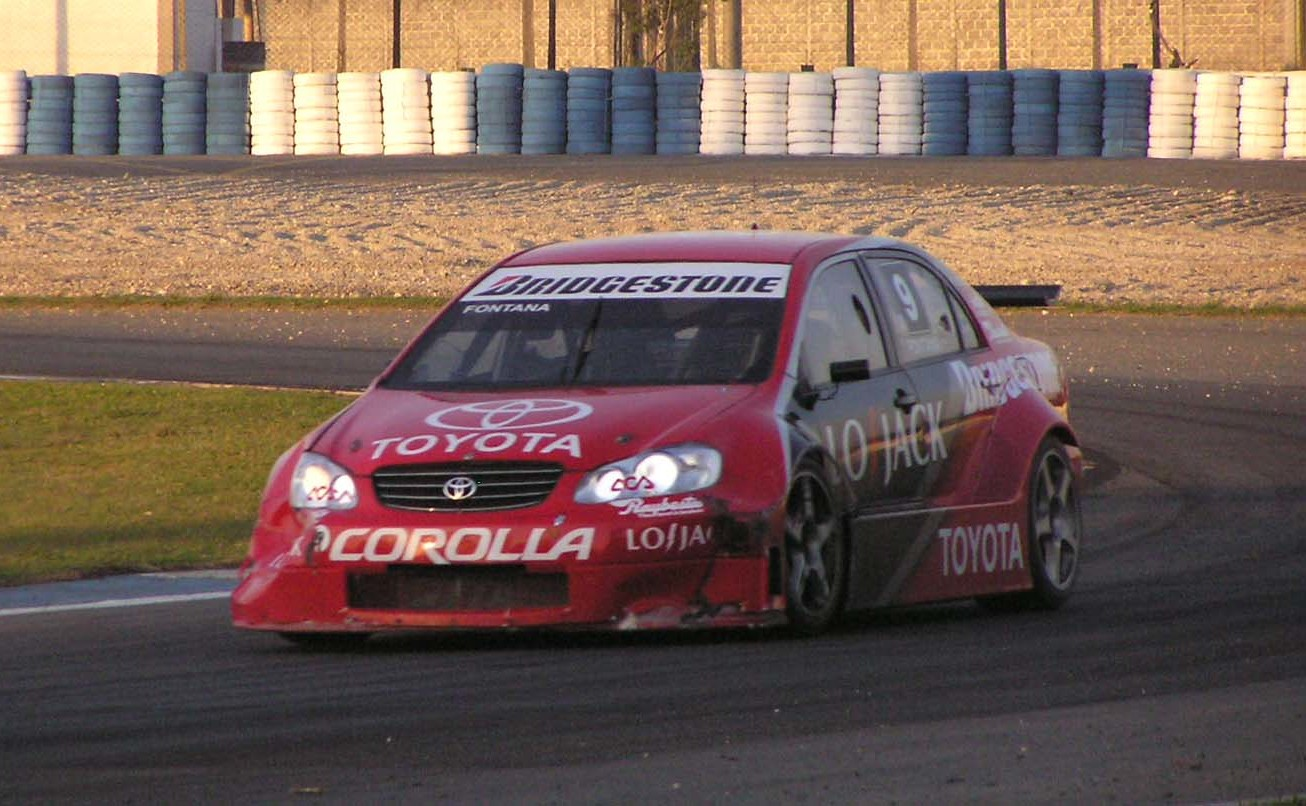
Norberto Fontana (2006)

Norberto Edgardo Fontana (Arrecifes, Argentinië, 20 januari 1975) is een voormalig Formule 1-coureur. Hij reed in 1997 4 Grands Prix voor het team Sauber.